# Emily och den magiska resan
Emily och den magiska resan är en svensk fantasyfilm från 2020 i regi av Marcus Ovnell efter ett manus av Jenny Lampa och Marcus Ovnell. Filmen hade världspremiär på Busan International Filmfestival den 7 juli 2020 och svensk biopremiär den 18 april 2022.

## Handling
Flickan Emily hamnar av misstag i sagovärden Faunutland där hon behöver rädda världen från att förstöras.

## Rollista
| Roll        | Skådespelare               | Svensk röst      |
| ----------- | -------------------------- | ---------------- |
| Emily       | Tipper Seifert-Cleveland   | Tuva Ähdel       |
| Nightinglar | Jenny Lampa                | Jenny Lampa      |
| Belorac     | Robert Tygner              | Adam Fietz       |
| Chelsea     |                            | Jenny Lampa      |
| Kayla       | Harriet Slater             | Amanda Lindh     |
| häxan       | Chelsea Edge               | Ester Sjögren    |
| Seamus      | Carl Ingemarsson Stjernlöf | Jonas Jakobsen   |
| Sara        |                            | Kimberly Rydberg |

- Övriga röster – Christopher Carlqvist, Hasse Jonsson, Jörn Savér, Oskar Svensson
- Dialogregissör och inspelningstekniker – Hasse Jonsson
- Översättare – Jenny Lampa
- Mix – Magnus Veigas
- Projektledare – Anna Sophocleous
- Svensk version producerad av Eurotroll[11]

## Produktion
Filmen producerades av Phelecan Films med stöd från Film i Skåne och Ystad-Österlen filmfond och spelades in i Ystad Studios.
I Sverige distribueras filmen av Njutafilms medan LevelK sköter distributionen av filmen i utlandet och har sålt filmen till mer än 130 länder.

## Musik
Musiken i filmen skrevs av Joe Kraemer som tidigare skrivit filmmusik för filmer som Mission: Impossible – Rogue Nation och Jack Reacher. Filmmusiken finns även utgiven.

## Mottagande
Filmen blev dåligt mottagen av svenska kritiker. Bland annat så kritiserades filmen för att ha dåligt fokus, vara en budgetversion av bättre fantasyfilmer och vara dåligt dubbad till svenska.